# Pasithee (vệ tinh)
Pasithee /ˈpæsɪθiː/ (tiếng Hy Lạp: Πασιθέα), còn được biết đến là Jupiter XXXVIII, là một vệ tinh tự nhiên dị hình chuyển động nghịch hành của Sao Mộc. Nó được khám phá ra vào năm 2001 bởi một nhóm các nhà thiên văn học từ Đại học Hawaii dẫn đầu bởi Scott S. Sheppard, và nhận được định danh  tạm thời là S/2001 J 6.
Pasithee có đường kính khoảng 2 km, và quay quanh Sao Mộc với một khoảng cách trung bình 23.307.000 km trong 711,12 ngày, ở một độ nghiêng quỹ đạo là 166° tới mặt phẳng hoàng đạo (164° tới xích đạo của Sao Mộc), chuyển động theo hướng nghịch với vật thể trung tâm của nó và có độ lệch tâm là 0,3289.
Nó được đặt tên vào tháng 8 năm 2003 theo Pasithee, một trong những Charites, nữ thần sắc đẹp, tự nhiên và sáng tạo, con gái của thần Zeus (Jupiter) và Eurynome. Pasithee, nổi tiếng hơn với cái tên Aglaea, là vợ của Hypnos (Giấc ngủ) và chịu trách nhiệm về ảo giác và các chất gây ảo giác.
Nó thuộc nhóm Carme, được tạo thành từ các vệ tinh dị hình chuyển động nghịch hành quanh Sao Mộc ở khoảng cách từ 23 đến 24 Gm và ở độ nghiêng khoảng 165°.